# Oligostigma
Oligostigma és un gènere d'arnes de la família Crambidae descrit per Achille Guenée el 1854.

## Taxonomia
- Oligostigma chrysota (Meyrick, 1886)
- Oligostigma ducale Schaus, 1906
- Oligostigma ectogonalis Hampson, 1906
- Oligostigma flavialbalis Hampson, 1917
- Oligostigma flavimarginale (Warren, 1899)
- Oligostigma flavipictalis Hampson, 1917
- Oligostigma juncealis Guenée, 1854
- Oligostigma metazonalis (Hampson, 1906)
- Oligostigma odrianale Schaus, 1924
- Oligostigma phoedralis (Walker, 1859)
- Oligostigma rufiterminalis Hampson, 1917
- Oligostigma semimarginale Dyar, 1914

## Espècies antigues
- Oligostigma albifurcalis Hampson, 1906
- Oligostigma alicialis Hampson, 1908
- Oligostigma andreusialis Hampson, 1912
- Oligostigma angustalis Sauber in Semper, 1899
- Oligostigma araealis Hampson, 1897
- Oligostigma auropunctalis Hampson, 1903
- Oligostigma chrysozonalis Hampson, 1912
- Oligostigma excisa (Swinhoe, 1901)
- Oligostigma fumibasalis Hampson, 1896
- Oligostigma hapilista Swinhoe, 1892
- Oligostigma melanotalis Hampson, 1906
- Oligostigma ornatum Moore
- Oligostigma parvalis Moore, 1877